# Ібрагім Траоре (футболіст)
Ібрагім Траоре (фр. Ibrahim Traoré, нар. 16 вересня 1988, Абіджан) — івуарійський футболіст, який грав на позиції півзахисника Відомий за виступами в низці чеських клубів та національній збірній Кот-д'Івуару. Чотириразовий володар Кубка Чехії, триразовий чемпіон Чехії.

## Клубна кар'єра
У професійному футболі Ібрагім Траоре дебютував виступами за команду «Аль-Аглі» (Бенгазі), в якій грав до 2014 року. У 2014 році івуарійський футболіст перейшов до чеського «Таборско», в якому грав до 2016 року. У 2016 році Траоре перейшов до іншого чеського клубу «Фастав» (Злін), у складі якого в перший же рік виступів став володарем Кубка Чехії.
У 2018 році івуарійський півзахисник перейшов до одного із найсильніших чеських клубів «Славія», у складі якої грав до 2023 року. У складі празької команди Траоре став триразовим чемпіон Чехії, та ще тричі ставав володарем Кубка Чехії.
У 2023 році футболіст перейшов до іншого чеського клубу «Вікторія» (Пльзень), у складі якого грав до кінця 2024 року.

## Виступи за збірну
У 2019 році Ібрагім Траоре провів свій єдиний матч у складі національної збірної Кот-д'Івуару.
| Дата       | Місто   | Господарі   | Результат | Гості | Турнір                                  | Голи | Примітки |
| ---------- | ------- | ----------- | --------- | ----- | --------------------------------------- | ---- | -------- |
| 16-11-2019 | Абіджан | Кот-д'Івуар | 1 – 0     | Нігер | Відбір до Кубка африканських націй 2021 | -    | 83'      |
| Усього     |         | Матчів      | 1         |       | Голів                                   | 0    |          |

## Титули і досягнення
- Володар Кубка Чехії (4):

«Фастав» (Злін): 2016–2017
«Славія»: 2018–2019, 2020–2021, 2022–2023
- Чемпіон Чехії (3):

«Славія»: 2018–2019, 2019–2020, 2020–2021